# شو بينغ
شو بينغ (بالصينية: 徐冰,) هو مصصم جرافك ورسام صيني، ولد في 1955 في تشونغتشينغ في الصين.

## وصلات خارجية
- الموقع الرسمي
- شو بينغ على موقع ميوزك برينز (الإنجليزية)
- شو بينغ على موقع ديسكوغز (الإنجليزية)